# Gadinae
Gadinae é uma subfamília de peixes da família Gadidae.

## Lista de géneros
- Arctogadus Dryagin, 1932
- Boreogadus Günther, 1862
- Eleginus Fischer, 1813
- Gadiculus Guichenot, 1850
- Gadus Linnaeus, 1758 — bacalhaus
- Melanogrammus Gill, 1862
- Merlangius Geoffroy, 1767
- Microgadus Gill, 1865
- Micromesistius Gill, 1863
- Pollachius Nilsson, 1832
- Theragra Lucas in Jordan et Evermann, 1898
- Trisopterus Rafinesque, 1814